# Ålön
Ålön [ˈoːløːn] (finn. Ålönsaari) ist eine Insel im Schärenmeer vor der Südwestküste Finnlands. Sie liegt ca. 13 km Luftlinie südlich von Turku und gehört verwaltungsmäßig zur Stadt Pargas. Auf Ålön liegen die Kernstadt von Pargas sowie die Dörfer Norrby, Malmnäs, Kaukola, Hoggais, Tara, Sysilax, Skrabböle, Simonby, Sunnanberg, Mustfinn, Sydmo und Sandvik.
Mit einer Fläche von 70 Quadratkilometern ist Ålön nach Storlandet die zweitgrößte Insel von Pargas. Die wichtigsten Nachbarinseln sind Kakskerta im Norden, Kirjalaön im Nordosten, Lemlax im Südosten und Stortervolandet im Süden. Kirjalaön und Stortervolandet sind über Brücken erreichbar.